# Sergiusz Piasecki
Pour les articles homonymes, voir Piasecki.
Sergiusz Piasecki (prononciation en polonais: [ˈsɛrɡʲuʂ pjaˈsɛt͡skʲi]), né le 1er avril 1901 à Lachowicze près de Baranowicze et mort le 12 septembre 1964 à Londres, est un écrivain polonais. Son roman le plus connu est L'Amant de la Grande Ourse publié en 1937 qui était un des romans les plus populaires en Pologne sous la Deuxième République. Après la Seconde Guerre mondiale, les livres de Piasecki sont interdits par la censure du régime communiste.
Après l'effondrement du communisme, L'Amant de la Grande Ourse redevient un best-seller dans les années 1990 ainsi que sa satire anticommuniste, Mémoires d'un officier de l'Armée rouge.